# حديقة ساحل الجدي الوطنية
ساحل الجدي هي حديقة وطنية في ولاية كوينزلاند، أستراليا، 535 كم شمال غرب بريزبان.